# Đội trẻ và Học viện Liverpool F.C.
Đội trẻ của Liverpool F.C. là đội trẻ của câu lạc bộ Liverpool.

## Đội trẻ
Đội trẻ của Liverpool chơi ở giải Barclays Premiership Reserves phía Bắc.Ở giải đấu của họ, đội đã giành chức vô địch vào năm 2000.Họ tham dự giải Lancashire Combination từ năm 1896 cho tới 1911.Từ năm 1911 họ tham dự giải Central League cho tới khi trở thành thành viên chính thức ở giải Premier League dành cho đội trẻ khu vực phía Bắc vào năm 1999.Họ cũng tham dự cúp Liverpool, mặc dù trong thời gian gần đây các đội tham dự giải này đưa đến một số lượng lớn các cầu thủ trẻ.
Huấn luyện viên hiện tại của đội trẻ là ông John McMahon, người thay thế Gary Ablett vào năm 2009.Đội trẻ Liverpool coi sân Prenton Park ở Birkenhead là sân nhà, sân của Tranmere Rovers.Ở mùa giải vừa qua đội cũng chơi ở sân Halliwell Jones, sân nhà của Warrington Wolves, Haig Avenue, sân nhà của Southport F.C., Knowsley Road, sân nhà của St Hellens RLFC và sân nhà của Wrexham A.F.C. Racecourse.
Đội bóng là chủ đề của một câu nói nổi tiếng từ huyền thoại Liverpool, huấn luyện viên Bill Shankly, người đã nói một câu đùa về sự phung phí của đội bóng hàng xóm Everton, ông nói Trong thời gian ở Anfield chúng tôi luôn có hai đội bóng mạnh nhất vùng Merseyside, Liverpool và đội trẻ Liverpool.Một cách hiểu khác về câu nói của Shankly là chỉ có hai đội ở Liverpool:Liverpool và đội trẻ Liverpool.
Huấn luyện viên thành công nhất của đội dự bị là Roys Evans.Evans giành phần lớn thời gian trong sự nghiệp để chơi ở đội dự bị, chỉ có 11 lần ra sân ở đội chính.Sau khi một chấn thương kết thúc sự nghiệp ông vào năm 1974, ông được bổ nhiệm lên làm huấn luyện viên đội trẻ bởi Bob Paisley.Evans sau đó đưa đội bóng đến chức vô địch giải Central League championships, bao gồm cả ba trong số 3 mùa giải đầu tiên của ông, lần thứ tư vào năm 1978 và hai lần nữa vào đầu những năm 1980.Để Liverpool có được lịch sử hùng mạnh như vậy là nhờ nhiều vào những cầu thủ được đưa lên từ đội trẻ.Những cầu thủ này bao gồm cả những cầu thủ trong đội chính như Steven Gerrard và Jamie Carragher cũng như Robbie Fowler, Michael Owen và Steve McManaman.

## Học viện
Vào năm 1998, một học viện trẻ hiện đại được mở ở Kirkby, phía bắc Liverpool.Nó thay thế cái cũ, hiện đại hơn, và tạo điều kiện cho đội bóng tập trung vào việc phát triển và tìm ra cầu thủ trẻ, dùng với kĩ thuật mới và theo tiêu chuẩn FA.
Nó được thành lập bởi Frank McParland.Học viện để cho khu tập huấn chính ở Melwood chỉ tập trung vào đội một nhằm tạo điều kiện cho tất cả các khu vực được giữ ở trạng thái tốt nhất. Nó cũng nhằm để tạo điều kiện cho các cầu thủ trẻ giỏi nhất được đưa lên đội một.
Tuyển trạch viên đến xem nhiều trận đấu địa phương nhằm tìm ra các cầu thủ nhí tài năng.Cầu thủ đó sẽ được mời đến tập cùng đội trẻ ở học viện.Chúng được mời khu chúng mới khoảng 8 tuổi.Cựu tuyển thủ Anh Jamie Carragher bắt đầu chơi cho Liverpool từ năm 8 tuổi, Michael Owen gia nhập năm 11, và Steven Gerrard gia nhập năm 8 tuổi.Ở độ tuổi này, các cậu bé bắt đầu tham gia tập luyện đơn giản chỉ là những buổi tập sau giờ học, nhưng khi chúng bắt đầu vào độ tuổi dậy thì, các học viên của họ sẽ dần được kiểm tra bởi học viện xem họ có đủ khả năng không. Ngoài ra, học viện còn có một phòng diễn thuyết và một phòng học với đầy đủ thiết bị máy tính.
Học viện có thể tiếp nhận 20 học viện ở từng độ tuổi.Từ độ tuổi 8 tuổi đến 12 các cầu thủ nhí chơi ở sân tám người với ba buổi tập trong 30 phút.Nó cho phép các cậu bé có thể chơi tấn công hoặc phòng thủ theo từng nhóm nhỏ và nó không quá nặng như chơi ở sân 11 người.
Có 4 sân được lát bằng mặt cỏ và một sân được lát bằng cỏ nhân tạo.Cũng có 7 sân nhỏ hơn và một sân trong nhà.Khu vực này có diện tích khoảng 56 dặm vuông.
Trên tường của sân tập trong nhà có các hàng chữ 'Kĩ thuật', 'Tư thế', 'Thăng bằng' và 'Tốc độ'.

## Cầu thủ

### Đội trẻ
Ghi chú: Quốc kỳ chỉ đội tuyển quốc gia được xác định rõ trong điều lệ tư cách FIFA. Các cầu thủ có thể giữ hơn một quốc tịch ngoài FIFA.
| Số | VT | Quốc gia         | Cầu thủ            |
| -- | -- | ---------------- | ------------------ |
| 42 | TĐ | Anh              | Bobby Clark        |
| 48 | HV | Anh              | Calum Scanlon      |
| 49 | TĐ | Anh              | Kaide Gordon       |
| 51 | TĐ | Cộng hòa Ireland | Trent Kone-Doherty |
| 52 | TV | Anh              | Isaac Mabaya       |
| 53 | TV | Anh              | James McConnell    |
| 54 | TV | Anh              | Cody Pennington    |
| 57 | HV | Anh              | Carter Pinnington  |
| 58 | HV | Ghana            | Francis Gyimah     |
| 59 | HV | Wales            | Terence Miles      |
| 60 | HV | Anh              | Luca Furnell-Gill  |
| 61 | TV | Hoa Kỳ           | Matteo Ritaccio    |
| 65 | HV | Anh              | Amara Nallo        |
| 67 | TV | Wales            | Lewis Koumas       |
| 68 | TV | Bắc Ireland      | Kieran Morrison    |
| 69 | HV | Anh              | Josh Davidson      |
| 70 | TĐ | Anh              | Tommy Pilling      |
| 71 | TV | Anh              | Jay Spearing       |
| 74 | TM | Anh              | Oscar Kelly        |
| 76 | TĐ | Anh              | Jayden Danns       |
| 83 | TV | Wales            | Thomas Hill        |
| 86 | TĐ | Anh              | Harvey Blair       |
| 87 | TĐ | Anh              | Oakley Cannonier   |

| Số | VT | Quốc gia    | Cầu thủ              |
| -- | -- | ----------- | -------------------- |
| 88 | HV | Anh         | Lucas Pitt           |
| 90 | HV | Anh         | Lee Jonas            |
| 92 | TĐ | Ba Lan      | Mateusz Musiałowski  |
| 93 | TM | Ba Lan      | Fabian Mrozek        |
| 94 | TV | Đức         | Melkamu Frauendorf   |
| 98 | TV | Anh         | Trey Nyoni           |
| 99 | TV | Anh         | Afolami Onanuga      |
| —  | TM | Anh         | Nathan Morana        |
| —  | TM | Ba Lan      | Kornel Miściur       |
| —  | TM | Anh         | Jacob Poytress       |
| —  | HV | Tây Ban Nha | Wellity Lucky        |
| —  | HV | Anh         | Nathan Giblin        |
| —  | HV | Nigeria     | Louis Enahoro-Marcus |
| —  | HV | Anh         | Niall Osborne        |
| —  | HV | Anh         | Harry Evers          |
| —  | TV | Anh         | Michael Laffey       |
| —  | TV | Anh         | Kyle Kelly           |
| —  | TV | Anh         | Emmanuel Airoboma    |
| —  | TV | Anh         | Ben Trueman          |
| —  | TV | Anh         | Clae Ewing           |
| —  | TĐ | Anh         | Ranel Young          |
| —  | TĐ | Hoa Kỳ      | Keyrol Figueroa      |
| —  | TĐ | Ai Cập      | Kareem Ahmed         |

## Học viện (Độ tuổi U-18)
Các cầu thủ dưới đây được chọn ra để chơi ở giải Premier Academy League 2009-10.
Tính đến 21 tháng 8 năm 2009.
|                                                                                        | Cầu thủ                                                                                | Ngày sinh                                                                              | Vị trí                                                                                 | Thi đấu Quốc tế                                                                        | Hồ sơ                                                                                  |
| Năm thứ 3 ở học viện (Cầu thủ sinh từ ngày 1 tháng 9 năm 1990 đến 31 tháng 8 năm 1991) | Năm thứ 3 ở học viện (Cầu thủ sinh từ ngày 1 tháng 9 năm 1990 đến 31 tháng 8 năm 1991) | Năm thứ 3 ở học viện (Cầu thủ sinh từ ngày 1 tháng 9 năm 1990 đến 31 tháng 8 năm 1991) | Năm thứ 3 ở học viện (Cầu thủ sinh từ ngày 1 tháng 9 năm 1990 đến 31 tháng 8 năm 1991) | Năm thứ 3 ở học viện (Cầu thủ sinh từ ngày 1 tháng 9 năm 1990 đến 31 tháng 8 năm 1991) | Năm thứ 3 ở học viện (Cầu thủ sinh từ ngày 1 tháng 9 năm 1990 đến 31 tháng 8 năm 1991) |
| -------------------------------------------------------------------------------------- | -------------------------------------------------------------------------------------- | -------------------------------------------------------------------------------------- | -------------------------------------------------------------------------------------- | -------------------------------------------------------------------------------------- | -------------------------------------------------------------------------------------- |
| Anh                                                                                    | Sean Highdale                                                                          | 4 tháng 3, 1991                                                                        | MF                                                                                     | Đội U-17                                                                               | View                                                                                   |
| Năm thứ 2 ở học viện (Cầu thủ sinh từ ngày 1 tháng 9 năm 1991 đến 31 tháng 8 năm 1992  |                                                                                        |                                                                                        |                                                                                        |                                                                                        |                                                                                        |
| Anh                                                                                    | Deale Chamberlain                                                                      | 10 tháng 4, 1992                                                                       | GK                                                                                     | Đội U17                                                                                | View                                                                                   |
| Scotland                                                                               | Alex Cooper                                                                            | 4 tháng 11, 1991                                                                       | MF                                                                                     | Đội U-17                                                                               | View                                                                                   |
| Anh                                                                                    | James Ellison                                                                          | 25 tháng 10, 1991                                                                      | FW                                                                                     | Đội U-16                                                                               | View                                                                                   |
| Anh                                                                                    | Thomas Ince                                                                            | 30 tháng 1, 1992                                                                       | MF/FW                                                                                  | Đội U-17                                                                               | View                                                                                   |
| Anh                                                                                    | Adam Pepper                                                                            | 2 tháng 12, 1991                                                                       | MF                                                                                     | –                                                                                      | View                                                                                   |
| Anh                                                                                    | Michael Roberts                                                                        | 5 tháng 12, 1991                                                                       | MF                                                                                     | –                                                                                      | View                                                                                   |
| Năm đầu tiên (Cầu thủ sinh từ ngày 1 tháng 9 năm 1992 đến 31 tháng 8 năm 1993)         |                                                                                        |                                                                                        |                                                                                        |                                                                                        |                                                                                        |
| Anh                                                                                    | Karl Clair                                                                             | 30 tháng 9, 1992                                                                       | MF                                                                                     | –                                                                                      | View                                                                                   |
| Anh                                                                                    | Conor Coady                                                                            | 25 tháng 2, 1993                                                                       | DF                                                                                     | Đội U-17                                                                               | View                                                                                   |
| Anh                                                                                    | Adam Dawson                                                                            | 5 tháng 10, 1992                                                                       | MF                                                                                     | –                                                                                      | View                                                                                   |
| Anh                                                                                    | John Flanagan                                                                          | 21 tháng 1, 1993                                                                       | DF                                                                                     | –                                                                                      | View                                                                                   |
| Anh                                                                                    | Marcus Giglio                                                                          | 1 tháng 9, 1992                                                                        | MF                                                                                     | –                                                                                      | View                                                                                   |
| Anh                                                                                    | Michael Ihiekwe                                                                        | 20 tháng 11, 1992                                                                      | DF                                                                                     | –                                                                                      | View                                                                                   |
| Anh                                                                                    | Aaron King                                                                             | 18 tháng 12, 1992                                                                      | MF                                                                                     | –                                                                                      | View                                                                                   |
| Cộng hòa Ireland                                                                       | Robert Maloney                                                                         | 9 tháng 6, 1993                                                                        | DF                                                                                     | Đội U-17                                                                               | View                                                                                   |
| Anh                                                                                    | Matthew McGiveron                                                                      | 3 tháng 9, 1992                                                                        | DF                                                                                     | –                                                                                      | View                                                                                   |
| Anh                                                                                    | Craig Roddan                                                                           | 22 tháng 4, 1993                                                                       | MF                                                                                     | –                                                                                      | View                                                                                   |
| Đức                                                                                    | Stephen Sama                                                                           | 5 tháng 3, 1993                                                                        | DF                                                                                     | Đội U-17                                                                               | View                                                                                   |
| Anh                                                                                    | Alex Whittle                                                                           | 15 tháng 3, 1993                                                                       | FW                                                                                     | Đội U-16                                                                               | View                                                                                   |
| Anh                                                                                    | Andre Wisdom                                                                           | 9 tháng 5, 1993                                                                        | DF/MF                                                                                  | Đội U-17                                                                               | View                                                                                   |
| Hungary                                                                                | Krisztian Adorjan (mượn từ MTK Hungaria)                                               | 19 tháng 1, 1993                                                                       | FW                                                                                     | -                                                                                      | View                                                                                   |
| Cầu thủ ở lứa U-16 nhưng chơi ở đội U-18                                               |                                                                                        |                                                                                        |                                                                                        |                                                                                        |                                                                                        |
| Anh                                                                                    | Jack Robinson                                                                          | 1 tháng 9, 1993                                                                        | DF                                                                                     | Đội U-17                                                                               | –                                                                                      |

## Ban huấn luyện

### Ban huấn luyện hiện tại
- Huấn luyện viên đội trẻ:  John McMahon
- Huấn luyện viên phó đội trẻ:  Antonio Gomez Perez
- Huấn luyện viên thủ môn đội trẻ:  John Achterberg
- Huấn luyện viên thể lực đội trẻ:  Gonzalo Rodriguez
- Chỉ đạo học viện:  Frank McParland
- Giám đốc học viện:  John Owens
- Chuyên gia tuyển mộ các cầu thủ nước ngoài và phát triển:  Kenny Dalglish
- Chuyên gia tuyển một các cầu thủ nước ngoài:  Paul Johnson
- Tuyển trạch viên học viện:  John Thompson
- HLV đội U-18:  Rodolfo Borrell
- HLV đội U-16: Vacant
- HLV học viện:  Steve Cooper
- HLV thể lực học viện:  Julian Monk
- Bác sĩ vật lý trị liệu của học viện:  Dave Galley, John Coburn

### Các huấn luyện viên đội trẻ trong lịch sử
- Bob Paisley (1954-1957)
- Joe Fagan (1971-1974)
- Roy Evans (1975-1984)
- Phil Thompson (1986-1992)
- Sammy Lee (1993-1998)
- Joe Corrigan (1998-2002)
- Hughie McAuley (2005–06)
- Gary Ablett (2006-2009)
- John McMahon (2009-nay)

## Danh hiệu

### Đội dự bị
Giải vô địch quốc gia
- The Central League / Premier Reserve League North: 18
  - 1956-57, 1968–69, 1969–70, 1970–71, 1972–73, 1973–74, 1974–75, 1975–76, 1976–77, 1978–79, 1979–80, 1980–81, 1981–82, 1983–84, 1984–85, 1989–90, 1999-00, 2007-08
- Premier Reserve League National Champions: 1
  - 2007-08
- Lancashire Combination: 2
  - 1896-97, 1899-00

Các cúp khác
- Cúp vùng Liverpool: 39
  - 1893, 1901, 1902, 1903, 1905, 1907, 1909, 1910 (shared), 1912 (shared), 1913, 1915, 1920, 1925, 1927, 1929, 1930, 1934 (shared), 1936 (shared), 1937, 1939, 1942, 1943, 1946, 1947, 1948, 1951, 1952, 1962, 1964 (shared), 1968, 1977, 1980, 1981, 1982 (shared), 1997, 1998, 2002, 2004, 2009
- Cúp vùng Lancashire: 10
  - 1919, 1920 (shared), 1924, 1931, 1933, 1944, 1947, 1956, 1959, 1973
- Liverpool Challenge Cup: 4 [1]
  - 1954, 1959, 1960, 1961

### Học viện
Vô địch quốc gia
- Premier Academy League U19: 1 
  - 2001-02[2]
- Premier Academy League U17: 1 
  - 2001-02[2]
- Lancashire League Division One: 6 [3]
  - 1965-66, 1967–68, 1968–69, 1971–72, 1977–78, 1982–83
- Lancashire League Division Two: 7 [4]
  - 1961-62, 1965–66, 1967–68, 1972–73, 1975–76, 1976–77, 1992–93
- Lancashire League Division Three: 1 [5]
  - 1960-61

Các cúp khác
- FA Youth Cup: 3
  - 1996, 2006, 2007
- Liverpool Youth Cup: 3 [6]
  - 1954, 1956, 1958
- Lancashire Division One League Cup: 3 [7]
  - 1960, 1966, 1967
- Lancashire Division Two League Cup: 5 [8]
  - 1962, 1966, 1967, 1973, 1980
- Lancashire Division Three League Cup: 1 [9]
  - 1961

## Các học viên xuất sắc
Hệ thống đào tạo trẻ của Liverpool đã thành công trong nhiều năm, nhiều cầu thủ đã qua đây để tạo ấn tượng trong đội một.

### Trước Thế chiến II
| - Harold Barton - Cyril Done - Alf Hanson | - Jack Parkinson - Syd Roberts |

### Thập niên 1940
| - Bill Jones - Terry Newton - Billy Liddell | - Jimmy Payne - Eddie Spicer |

### Thập niên  1950
| - Alan A'Court - Eric Anderson - Gerry Byrne - Bobby Campbell | - Don Campbell - Jimmy Melia - Ronnie Moran - Roy Saunders |

### Thập niên 1960
| - Alf Arrowsmith - Phil Boersma - Ian Callaghan - Bobby Graham | - Chris Lawler - Ian Ross - Tommy Smith - Phil Thompson |

### Thập niên 1970
| - Jimmy Case - David Fairclough - Colin Irwin | - Sammy Lee - John McLaughlin |

### Thập niên 1980
| - Gary Ablett - Mike Marsh | - Steve Staunton - Ronnie Whelan |

### Thập niên 1990
| - Jamie Carragher - Robbie Fowler - Steven Gerrard - Dominic Matteo | - Steve McManaman - Michael Owen - David Thompson - Stephen Wright |

### Thập niên 2000
| - Neil Mellor - Stephen Warnock |

### Cầu thủ đã từng thi đấu và hiện đang thành công
Những cựu học viên của Liverpool hiện đang tìm thấy thành công ở các đội bóng khác.Không ai trong số những cầu thủ dưới đây tạo được tiếng tăm ở đội một Liverpool.
| - Keith Burkinshaw - Synan Braddish - Phil Charnock - Paul Dalglish - Ken DeMange - John Durnin - Howard Gayle - John Gidman - Alan Harper - Benjamin Howard Baker - Craig Hignett - Paul Jewell | - Jimmy Kelly - Jim Magilton - Joe Maloney - Hughie McAuley - Ted MacDougall - Frank McGarvey - Brian Mooney - Jon Newby - Mike Newell - Matt O'Mahoney - Jon Otsemobor - Richie Partridge | - Jason Koumas - Darren Potter - Nicky Rizzo - Gareth Roberts - Colin Russell - Mark Seagraves - Kevin Sheedy - Tommy Tynan - Tony Warner - Alex Watson - Dave Watson - Danny Williams | - Alan Navarro - John Welsh - Zak Whitbread - David Raven - Danny O'Donnell - Danny Guthrie |